# Nirun
Els nirun foren les tribus mongoles que derivaven de la tribu (ulus) de qiyat, el ulus de Genguis Kan.
Entre els ulus o tribus nirun cal esmentar als tadjigot, tayitchi'out (o taidji'out), uru'ud, mangqud, djadjirat (djuirat), barulas o barlas, ba'arin, dörban (modernament dörböt), saldjigut (saldji'ut) i qadagin o qatagin (també qatäqin). D'aquestes tribus els taidji'ut sembla que van viure un xic separades de la resta de la nació mongola, una mica més al nord, a l'est del llac Baikal.